# Bridge Constructor Portal
『Bridge Constructor Portal』（ブリッジ コンストラクター ポータル）は、オーストリアのゲームスタジオClockStoneが開発しHeadup Gamesより2017年12月20日に発売されたパズルゲーム。ClockStoneのソフト『Bridge Constructor』とValve Corporationのソフト『Portal』のコラボレーション作品。
プレイヤーは、『Portal』に登場する企業「Aperture Science」の研究施設に採用された新規従業員となり、各部屋で試験車両をスタート地点からゴール地点まで走行させるための橋を建設する作業を行う。ゲームの案内役は、『Portal』に登場するコンピュータのGLaDOSが務めている。

## システム
基本的なゲームシステムは『Bridge Constructor』を基にしている。プレイヤーは、横視点で描写された部屋の内部に、橋の骨組みを構築する「コンパーチブル足場板」（以下「足場板」）とそれを吊るす「多目的スーパーケーブル」（以下「ケーブル」）を配置していく。足場板とケーブルは、それぞれの両端やステージ内の部品取り付けポイントに接するように配置する必要がある。
部屋内には物理演算が反映されている。橋の自重や車両の走行により骨組みに負荷がかかり、それが限界を超えると崩壊する。走行前のテストで負荷の状況を確認でき、高負荷の部分は赤色で表示される。負荷を分散させるため、足場板を三角形に組み上げてトラス橋のようにしたりケーブルで補強したりするというのが橋づくりの基本となる。
橋の建築後に「操縦」を選択すると1台の車両がスタート地点から走行し、ゴール地点に到達すればステージクリアとなって次のステージに進む。また、クリアと同時に解禁される「車列」モードでは、同じステージで複数台の車両をゴールさせることを目指す。
なお、『Bridge Constructor』では骨組みなどのパーツを増やすごとに費用が掛かり予算以内で橋を完成させなければならないという制約があるが、本作では、同じく画面上に費用が表示されるもののクリア条件とは関係ない。
2018年10月には、Steam版を対象としたアップデートでステージエディタ機能が追加された。また、2019年11月12日（日本時間では11月13日）には、30種類の新規ステージを追加するDLC「Portal Proficiency」が配信された。

## ギミック
ステージ内には以下のギミックが登場する。『Portal』シリーズで用いられているものが多い。
- ポータル - ステージ内で開いているワープ用の穴。車両が中に進入すると、対になっている同色のポータルから出てくる。なお、『Portal』の原作では本作と異なりオレンジ色と青色のポータルが対になっている。
- スーパーボタン（青） - 地形に設置されている青色のボタン。車両が触れると仕掛けが作動する。
- スーパーボタン（赤） - 地形に設置されている赤色のボタン。ステージ内の装置から落下する加重コンパニオンキューブ（英語版）が上に乗っている状態の時に仕掛けが作動する。
- レーザー - ステージ内の一部を遮るように放射されているレーザー。車両が触れると爆発する。レーザーをまたいで足場板やケーブルを設置することはできないが、加重コンパニオンキューブは通過する。
- セントリータレット - ステージ内に配置されているロボット。前方に扇状に広がる視認エリアに車両が入ると射撃し爆発させる。一方、後方から車両を接触させると撃破できる。
- 物質消去グリッド - ステージ内の一部を遮るように張られているグリッド（電子的な幕）。車両は通過できるが、グリッドをまたいで足場板やケーブルを設置することはできず、加重コンパニオンキューブは通過できずに消滅する。
- エリアルフェイスプレート - 地形に設置されているプレート。車両が上を通過すると、表示されている軌道に沿って高速でジャンプする。
- 推進ジェル[注 1] - オレンジ色の地形。車両が上を通過すると加速する。
- 反発ゲル[注 2] - 青色の地形。車両が高所から着地したり横から突進したりするとするとバウンドする。
- 高エネルギーペレット - エネルギー弾。ステージ内の装置から発射されて低速で直進し、キャッチ用の装置への到達で仕掛けが作動する。地形に当たると入射角に応じて飛行軌道が変化し、車両に当たると爆発する。

## 開発
『Bridge Constructor』は2011年に発売され、それ以降、派生作品として2013年に『Bridge Constructor Medieval』が、2015年に『Bridge Constructor Stunts』がリリースされている。ここから更なるゲームプレイの充実を図る方法を検討する中で、発売元のHeadup GamesのCEOがかねてから思い描いていた『Portal』との融合のアイデアを披露してHeadup Gamesのメンバーと開発元のClockStoneのチームもこれを気に入り、『Portal』の発売元のValve Corporationにイメージ動画を送ったところ好意的な反応を得て開発が進められることになった。
前述のように作品内には『Portal』のコンピュータのGLaDOSが登場する。当初はオリジナルの声優であるエレン・マクレインに声を依頼していたが、その収録のタイミングで俳優組合がストライキに入ったため、やむなく別の声優に依頼した。その後、ゲームの完成間際にマクレインに依頼できることになり、全ての音声を録音し直して完成に間に合わせた。なお、欧米で本作をリリースした当初、一部の台詞でマクレインではない声を使用してしまい、急遽差し替えられている。

## 評価
- 2018 Webby Awards（英語版） 「Games - Puzzle and Trivia」ノミネート[9]